# Jevhen Perebyjnis
Jevhen Petrovyč Perebyjnis (ukrajinsky Євген Петрович Перебийніс * 9. listopadu 1968 Ternopil) je ukrajinský diplomat, v letech 2017–2022 velvyslanec Ukrajiny v České republice. V úřadu tak nahradil svého krajana Boryse Zajčuka (ukrajinsky Борис Олександрович Зайчук), kterého ukrajinský prezident Petro Porošenko – poté co na svůj diplomatický úřad sám v březnu roku 2016 rezignoval – v srpnu téhož roku odvolal z funkce.  Dne 9. července 2022 ukrajinský prezident Volodymyr Zelenskyj Perebyjnise odvolal z funkce, Českou republiku opustil Perebyjnis se svou manželkou Olhou 12. srpna 2022. Dne 29. července 2022 bylo oznámeno, že bude jmenován náměstkem ukrajinského ministra zahraničí Dmytra Kuleby.

## Život
V roce 1992 ukončil studium na Národní univerzitě Tarase Ševčenka v Kyjevě.  V témže roce se stal také zaměstnancem tamějšího ministerstva zahraničních věcí.  Posléze zastával v letech 2008–2011 úřad velvyslance ve Švédsku, v letech 2013–2015 pracoval v odboru informační politiky ministerstva zahraničních věcí (byl tiskovým mluvčím ministerstva), od roku 2015 pak byl jmenován ukrajinským velvyslancem v Lotyšsku.  Na začátku roku 2017 se o něm začalo hovořit jako o budoucím velvyslanci v České republice. Platí za mocného kritika Kremlu. 
V září 2018 zaslal kritický dopis České televizi, ve kterém protestoval proti odvysílání polského filmu Volyň, který popisuje genocidu Poláků spáchanou příslušníky Ukrajinské povstalecké armády (banderovci) během druhé světové války. Podle Perebyjnise některé „zavádějící a nepravdivé záběry z filmu hodně Ukrajinců považuje za urážející.“ Na začátku roku 2019 se ostře ohradil proti slovům Václava Klause, který v televizi Prima označil Ukrajinu za největší bezpečnostní problém, neboť ji údajně Západ navádí k provokacím proti Rusku. Jevhen Perebyjnis výrok komentoval srovnáním s rokem 1938. „…bylo to Československo, kdo vyprovokoval „opatrně a střízlivě“ uvažujícího Hitlera?“ napsal velvyslanec na Twitteru. 

## Vyznamenání a ocenění
Předseda Senátu Parlamentu České republiky Miloš Vystrčil udělil 10. 8. 2022 Jevhenu Perebyjnisovi Stříbrnou medaili předsedy Senátu. 
Předseda vlády Petr Fiala předal 28. 7. 2022 Jevhenu Perebyjnisovi medaili Karla Kramáře. „Pan velvyslanec u nás působil přes pět let a já mu moc děkuji za spolupráci. Za jeho hluboký a vřelý vztah k ČR jsem mu předal ocenění předsedy vlády – medaili Karla Kramáře. Přeji mu do budoucna vše dobré,“ uvedl Petr Fiala na svém twitteru. 
Ministr zahraničních věcí Jan Lipavský velvyslanci Perebyjnisovi předal 29. 7. 2022 medaili za zásluhy o diplomacii s tím, že během svého působení v Česku udělal pro Ukrajinu maximum. „Diplomacie potřebuje lidi, kteří mají odvahu a statečně hájí zájmy své země,“ uvedl Jan Lipavský na svém twitteru. 

## Citáty
- „My si stále velice vážíme prezidenta Masaryka, který v Česku pro naše krajany vytvořil výborné podmínky pro jejich život a rozvoj. Měli jsme ukrajinské školy, nakladatelství, vydávali jsme noviny, knihy. Bylo to období rozkvětu.“[17]

- „Bandera usiloval o nezávislost země. Jeho Ukrajinská povstalecká armáda (UPA) bojovala jak proti nacistům, tak proti sovětskému režimu. Jediným cílem bylo vytvoření nezávislého ukrajinského státu.“[17]
- „Solidarita je to, čeho si v časech, kdy je část naší země okupována, my Ukrajinci nesmírně ceníme. A čeho se naopak bojíme, je - mlčení. Protože mlčení znamená lhostejnost. Ty nejhorší věci se na světě dějí jen proto, že ten, v jehož moci je něco udělat, nehne prstem. Mlčí.“[18]
- První den války na Ukrajině 24. 2. 2022 Jevhen Perebyjnis uvedl: „Jde o válečný akt, útok na suverenitu a územní celistvost Ukrajiny, hrubé porušení charty OSN a základních norem a principu mezinárodního práva. Útočí na mírumilovná města. Bojový duch ukrajinské armády je vysoký, naši obránci jsou připraveni odrazit agresorský stát a udělají vše, co je v jejich silách, aby ubránili zemi. Ukrajina vyzývá mezinárodní společenství, aby okamžitě jednalo. Pouze jednotné a rozhodné kroky mohou zastavit agresi Vladimira Putina proti Ukrajině. Naši partneři musí okamžitě aktivovat balíček dalších sankcí. Na naší společné reakci nyní závisí nejen bezpečnost ukrajinských občanů, ale i občanů v celé Evropě a budoucnost světového řádu. Vyzýváme západní svět, aby jednal, dnes v noci se svět změnil, nejde už jen o Ukrajinu. “[19]